# Bite It Like a Bulldog
Bite It Like a Bulldog är en singel av det finska bandet Lordi. Det är den första singeln från albumet Deadache. Singeln släpptes den 3 september 2008. 

## Låtalista
1. "Bite It Like A Bulldog" (3:28)